# Incendio della Valganna
L'incendio della Valganna è stato un incendio avvenuto nella Valganna, in provincia di Varese, venendo considerato uno degli incendi più disastrosi avvenuti nella provincia.

## Storia
L'incendio scoppiò poco più tardi delle 17 di giovedì 3 gennaio 2019 a causa di alcune scintille di un flessibile che entrarono a contatto con il sottobosco.
Secondo le prime informazioni l'incendio è divampato dietro il ristorante Motta Rossa, situato in località Rasa di Varese, un centinaio di metri all'interno del bosco.
In sole 3 ore il conteggio parla di oltre 20 ettari bruciati a causa di un vento fortissimo.
Già dal primo giorno si presentarono due fronti attivi di fuoco: uno che si diresse verso l'Alpe Cuseglio e l'altro che ondò in direzione ex miniera della Valganna. Sul posto si recarono specialisti vigili del fuoco del nucleo S.A.P.R (Sistemi Aeromobili a Pilotaggio Remoto).
I vigili del fuoco chiamarono le unità fuori servizio quali volontari dell'antincendio boschivo e della protezione civile che allertarono i mezzi aerei, ovvero i Canadair ed elicotteri.
Sul posto operarono una sessantina di uomini con molti mezzi, coordinati dal DOS Dario Bevilacqua e il Direttore delle Operazioni di Spegnimento.
Ad un certo punto si pensò anche di aver sconfitto il fuoco ma, nel campo base a San Gemolo in Valganna, il vento è cambiò creando una pioggia di cenere e fumo i quali sono stati l'anticipazione di quello che da poco sarebbe successo: le fiamme si spinsero anche sui versanti che si credevano ormai bonificati.
Nella giornata di lunedì 7 gennaio sono stati sgancaiti 790.000 litri di acqua e sono bruciati 222 ettari di bosco.
Alla sera la situazione fu sotto controllo ma al campo base si continuò a monitorare l'area nel caso dovessero partire altri piccoli focolai.
Nella notte tra il 7 e l'8 gennaio furono eseguiti pattugliamenti e le squadre stavano ripartendo per posizionare vasche con acqua nel caso in cui l'incendio dovesse riprendere. Nella serata non risultarono fronti attivi e nel corso della giornata furono eseguite operazioni di bonifica del territorio. Dopo una lunghissima settimana, l'incendio sul Monte Martica è stato dichiarato spento. Va così a concludersi il fuoco le cui ferite richiederanno molto tempo per rimarginarsi. In totale sono più di 350 ettari di bosco bruciati ma per capire l'entità dei danni bisognerà aspettare la primavera e vedere quali piante germoglieranno.
Dopo qualche giorno un nuovo incendio scoppiò nei pendii del Monte Martica, in località Motta Rossa. Sul posto si precipitò una squadra dei vigili del fuoco. Il principio è stato localizzato in una zona già bruciata ed è già in corso la bonifica.
C'è una persona nel registro degli indagati: l'ipotesi del reato è di incendio colposo, che sarebbe partito da dietro la Motta Rossa durante alcuni lavori eseguiti con un attrezzo per il taglio del metallo.
Le indagini hanno dato i loro frutti per cercare di ricostruire la dinamica dell'incendio che si è portato via circa 400 ettari di bosco.
Il responsabile, se rinviato a giudizio e ritenuto responsabile, rischia pene alte per aver causato la distruzione di aree protette e aver messo in pericolo abitazioni, inoltre saranno a suo carico anche le spese per il ripristino delle aree attraversate dal fuoco, che hanno divorato ampie aree protette del Parco Campo dei Fiori. 
Alla fine, gli ettari citati nel verbale dei carabinieri forestali sono 376. E il conto è salato:7.448.495 euro.